# 氯苯那敏
氯苯那敏（INN：chlorpheniramine）商品名有扑尔敏、氯菲安明、氯菲尼拉明等，是第一代H1受体阻断药，属于烃胺类抗组胺药，用于過敏性疾病如鼻炎和蕁麻疹的症状治疗。相比於其他第一代抗組胺藥其鎮靜作用較弱。
氯苯那敏是在獸醫，小動物中最常用的抗組胺劑之一。雖然通常不作為抗抑鬱藥或抗焦慮藥，氯苯那敏似乎具有這些特性，是一種用於過敏症狀的藥物，屬於第一代组胺H1受体拮抗剂（又稱抗組織胺藥），化学式C16H19N2Cl。生產藥品時，通常使用其鹽類馬來酸氯苯那敏（Chlorpheniramine maleate）。

### 方法一

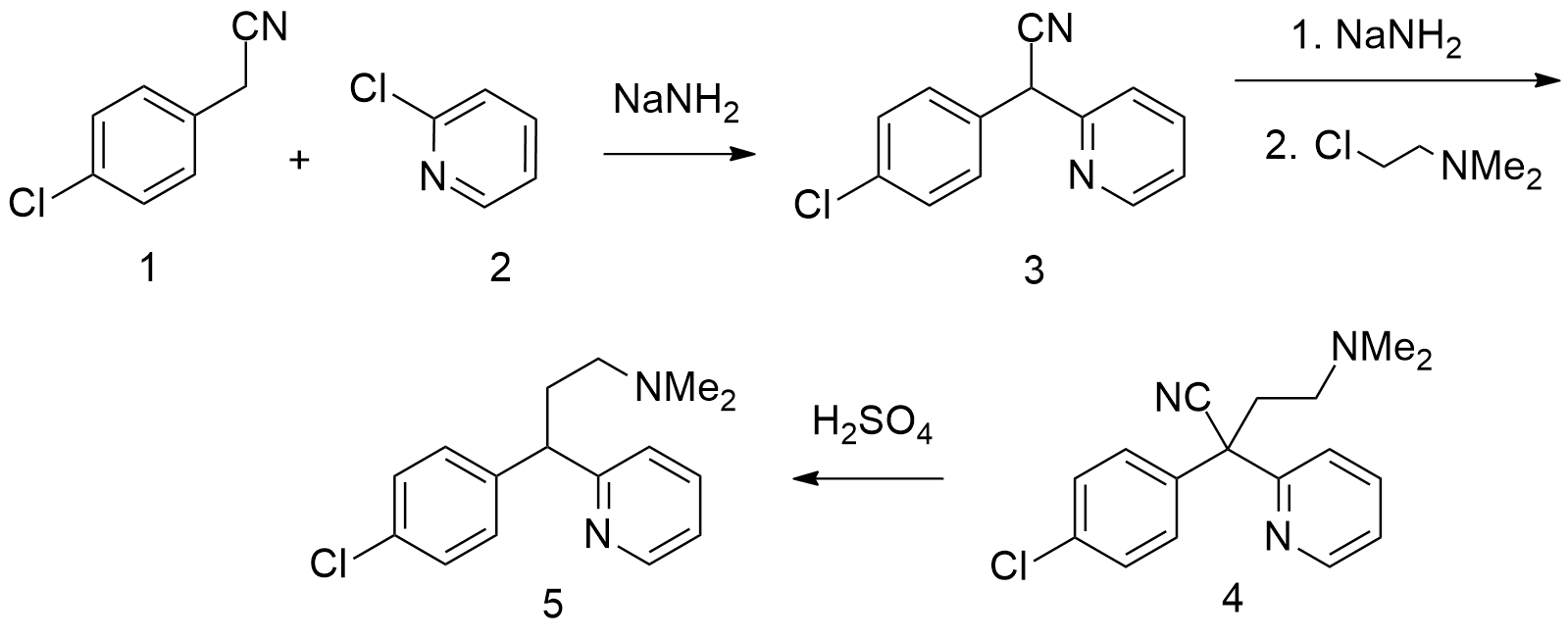
氯苯那敏合成機制1：D. Papa, E. Schwenk, N. Sperber, (1951)

### 方法二

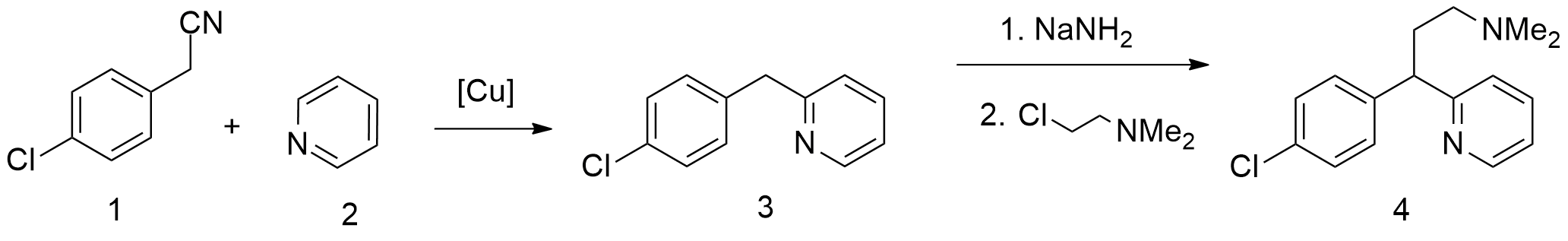
氯苯那敏合成機制2：由吡啶由4-氯芐基氯烷基化合成、D. Papa, E. Schwenk, N. Sperber, (1954)

## 適應症及用量
減輕過敏症狀，例如過敏性鼻炎（包括花粉症）、荨麻疹等。氯苯那敏可減輕流鼻涕及噴嚏。用於口服時，成人劑量通常是每4至6小時服4毫克。

## 不良反應
主要是容易令人產生睡意，其它比較常見的不良反應有頭痛、小便滯留、口乾、腸胃不適等。

## 外部連結
- MedlinePlus Drug Information: Chlorpheniramine （页面存档备份，存于）